# Kathleen Airini Vane

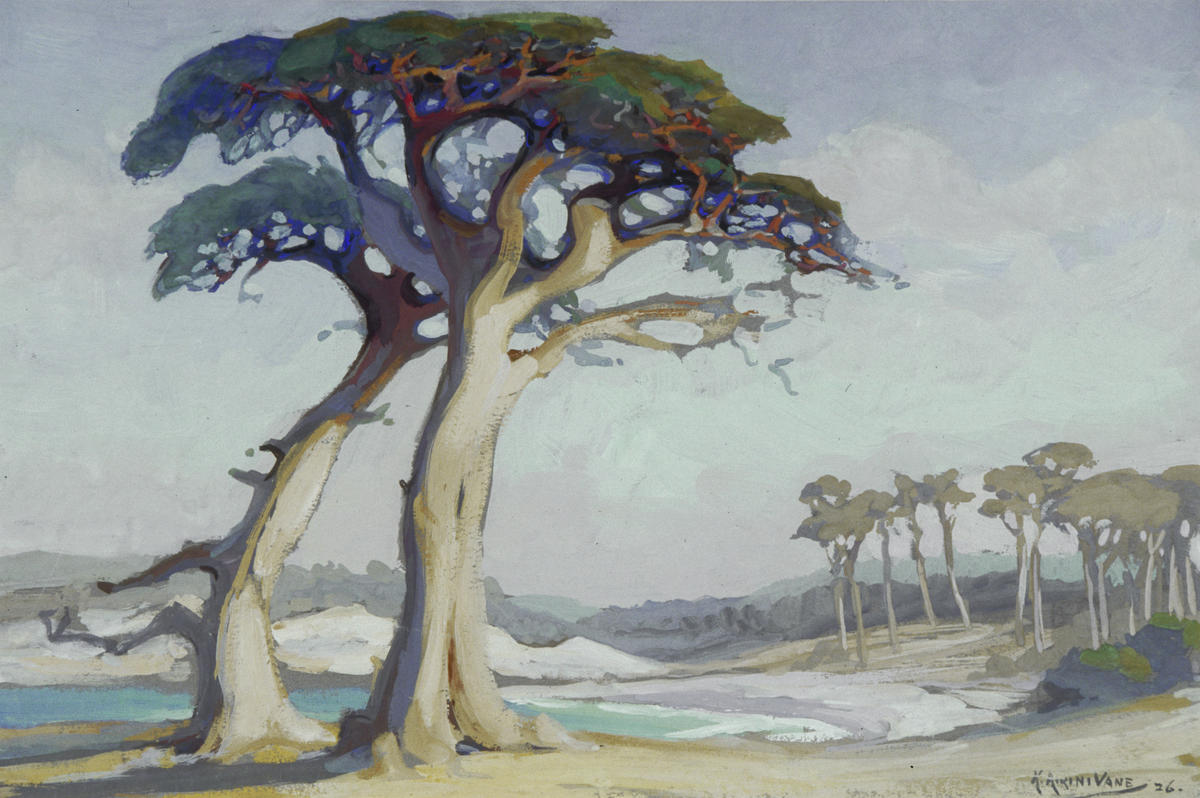
Evening, Monterey Cypress, Californi (1926)

Kathleen Airini „Kitty“ Vane (* 22. Januar 1891 als Katherine Airini Mair; † Februar 1965 in Laings Beach) war eine neuseeländische Landschaftsmalerin.

## Leben
Katherine Airini Mair wurde im Januar 1891 geboren; sie war die Tochter der Malerin Kate Sperrey und des Armeeangehörigen Gilbert Mair. Da ihre Mutter zwei Jahre später starb, wurde Mair in Auckland von einem schottischen Kindermädchen aufgezogen. Dort besuchte sie zunächst Mary Ellen Bews’ Mount Eden College, wo sie eine Begabung für die künstlerischen Fächer zeigte. Wie ihre Mutter entschied sie sich für eine Laufbahn als Malerin. Zunächst studierte sie in Auckland unter Kennett Watkins, bevor sie ab 1912 Unterricht am Royal College of Art in London nahm. Zu Beginn des Ersten Weltkriegs nahm sie eine Stelle als Kindermädchen in Malta an, wo sie Ralph Vane kennenlernte, den dritten Sohn von Henry de Vere Vane, 9. Baron Barnard. Unter großem Interesse der britischen Medien heirateten die beiden 1917 in London.
Anschließend unternahmen die beiden zusammen diverse Reisen auf der ganzen Welt, die Kathleen Vane zur Malerei nutzte. Vornehmlich betätigte sie sich in der Landschaftsmalerei, hauptsächlich mit Tempera oder Wasserfarben. Unter anderem stellte sie in Paris und London aus. Viele ihrer Gemälde signierte sie mit K. Airini Vane. Auch nach dem Tod ihres Ehemannes 1928 setzte sie ihre Reisetätigkeit fort; erst mit Ausbruch des Zweiten Weltkriegs kehrte sie nach Neuseeland zurück, wo sie als Malerin eine große Leidenschaft zum Pōhutukawa-Baum entwickelte. Im Laufe des Krieges verkaufte sie vieler ihrer Kunstwerke, um die Erlöse wohltätigen Organisation zukommen zu lassen. Vieler ihrer Gemälde befinden sich heute in Kunstmuseen und Galerien auf der ganzen Welt. 1953 zog sie sich in den Küstenort Laings Beach zurück, wo sie im Februar 1965 starb.